# كريستوفر رايموند بيري
كريستوفر رايموند بيري (بالإنجليزية: Christopher Raymond Perry) هو ضابط أمريكي، ولد في 4 ديسمبر 1761 في ساوث كينغستاون في الولايات المتحدة، وتوفي في 1 يونيو 1818 في نيوبورت في الولايات المتحدة.